# Николаевский национальный аграрный университет
Николаевский национальный аграрный университет (укр. Миколаївський національний аграрний університет) — высшее учебное заведение IV уровня аккредитации  в городе Николаеве. Николаевский национальный аграрный университет является ведущим учебно-научным высшим учебным заведением юга Украины.

## История
Образование университета началось в 1984 году, когда в Николаеве был организован филиал Одесского сельскохозяйственного института, в связи с большой потребностью в специалистах сельскохозяйственного производства высшей квалификации: агрономах, зооинженерах, инженерах, экономистах.
В 1991 году контингент студентов составлял 2232 человека, а учебный процесс обеспечивали 126 преподавателей (сегодня более 8000 студентов и 427 преподавателей). Поэтому встал вопрос о преобразовании филиала института в самостоятельное высшее учебное заведение и статус института был получен. 
В 1997 году по решению Государственной аккредитационной комиссии Украины институту присвоен наивысший IV уровень аккредитации, а в 1999 году — статус академии. 
Постановлением Кабинета Министров Украины от 19 августа 2002 года № 1208 на базе академии создан Николаевский государственный аграрный университет.
Указом Президента Украины от 21 сентября 2012 года № 555/2012 Николаевскому государственному аграрному университету присвоено статус национального.

## Рейтинги
В 2014 году агентство «Эксперт РА», включило ВУЗ в список лучших высших учебных заведений Содружества Независимых Государств, где ему был присвоен рейтинговый класс «D».

## Институты
- Институт последипломного образования
- Учебно-научный институт экономики и управления
- Научный институт инновационных технологий
- Научно-исследовательский институт новых агропромышленных объектов и учебно-информационных технологий
- Научно-исследовательский институт современных технологий в АПК

## Факультеты / Кафедры
Учетно-финансовый факультет
- кафедра учета и налогообложения
- кафедра финансов, банковского дела и страхования
- кафедра экономической теории и общественных наук
- кафедра украиноведения
- кафедра информационных систем и технологий

Факультет менеджмента
- кафедра публичного управления и администрирования международной экономики
- кафедра экономики предприятий
- кафедра менеджмента и маркетинга
- кафедра управления производством и инновационной деятельностью предприятий
- кафедра экономической кибернетики и математического моделирования

Инженерно-энергетический факультет
- кафедра тракторов и сельскохозяйственных машин, эксплуатации и технического сервиса
- кафедра агроинженерии
- кафедра эксплуатации и технического сервиса машинно-тракторного парка
- кафедра высшей и прикладной математики
- кафедра общетехнических дисциплин
- кафедра методики профессионального обучения
- кафедра электроэнергетики, электротехники и электромеханики

Факультет агротехнологий
- кафедра растениеводства и садово-паркового хозяйства
- кафедра земледелия, геодезии и землеустройства
- кафедра виноградарства и плодоовощеводства
- кафедра почвоведения и агрохимии

Факультет технологии производства и переработки продукции животноводства, стандартизации и биотехнологии
- кафедра технологии производства продукции животноводства
- кафедра птицеводства, качества и безопасности продукции
- кафедра генетики, кормления животных и биотехнологии
- кафедра зоогигиены и ветеринарии
- кафедра технологии переработки, стандартизации и сертификации продукции животноводства

Факультет культуры и воспитания
- кафедра иностранных языков
- кафедра физического воспитания

Факультет повышения квалификации
Факультет довузовской подготовки
Факультеты и кафедры ННАУ

## Колледжи
- Вознесенский колледж Николаевского национального аграрного университета Архивная копия от 12 февраля 2018 на Wayback Machine
- Мигийский колледж Николаевского национального аграрного университета Архивная копия от 11 февраля 2018 на Wayback Machine
- Новобугский колледж Николаевского национального аграрного университета
- Технолого-экономический колледж Николаевского национального аграрного университета Архивная копия от 7 октября 2017 на Wayback Machine

## Ректорат
- Шебанин Вячеслав Сергеевич - ректор
- Бабенко Дмитрий Владимирович - первый проректор
- Новиков Александр Евгеньевич - проректор по научной работе
- Шарата Наталья Григорьевна - проректор по научно-педагогической и воспитательной работе и повышения квалификации
- Побережец Людмила Григорьевна -  в.о. проректора по административно-хозяйственной работе